# Goddesses Cafe Terrace
Goddesses Cafe Terrace (女神のカフェテラス, Megami no Kafe Terasu) est un shōnen manga écrit et dessiné par Kōji Seo. Il est prépublié dans le magazine Weekly Shōnen Magazine de l'éditeur Kōdansha depuis le 17 février 2021. La version française est publiée par Pika Édition depuis le 5 juillet 2023.
Une adaptation en anime, produite par Tezuka Productions, est diffusée entre le 8 avril et le 24 juin 2023. En France, elle est diffusée en simulcast sur Crunchyroll sous le titre The Café Terrace and Its Goddesses. Une deuxième saison est diffusée entre le 4 juillet et le 20 septembre 2024.

## Personnages
Hayato Kasukabe (粕壁 隼, Kasukabe Hayato)
Voix japonaise : Masaaki Mizunaka (ja)
Ôka Makuzawa (幕澤 桜花, Makuzawa Ōka)
Voix japonaise : Ruriko Aoki (ja)
Ami Tsuruga (鶴河 秋水, Tsuruga Ami)
Voix japonaise : Sayumi Suzushiro
Riho Tsukishima (月島 流星, Tsukishima Riho)
Voix japonaise : Aya Yamane (ja)
Shiragiku Ono (小野 白菊, Ono Shiragiku)
Voix japonaise : Azumi Waki (ja)
Akane Hououji (鳳凰寺 紅葉, Hōōji Akane)
Voix japonaise : Asami Setō
Sachiko Kasukabe (粕壁 幸子, Kasukabe Sachiko)
Voix japonaise : Kazue Ikura
Kikka Makuzawa (幕澤 橘花, Makuzawa Kikka)
Voix japonaise : Sumire Uesaka
Masahiro Kasukabe (粕壁 大洋, Kasukabe Masahiro)
Hekiru Yoshino (吉野 碧流, Yoshino Hekiru)
Voix japonaise : Kana Hanazawa
Moemi Sо̄ya (宗谷 萌美, Sо̄ya Moemi)
Voix japonaise : Reina Ueda
Ririka Chiyoda (千代田 莉々歌, Chiyoda Ririka)
Voix japonaise : Ayana Taketatsu
Valentina Azuma (ヴァレンティーナ吾妻, Vuarentīna Azuma)
Voix japonaise : Yu Serizawa (ja)
Mao Takasaki (高崎 舞乙, Takasaki Mao)
Voix japonaise : Rie Takahashi

## Manga
Megami no Kafe Terasu (女神のカフェテラス) est écrit et illustré par Kōji Seo. Le manga est prépublié depuis le 17 février 2021 via le magazine de prépublication de shōnen manga, le Weekly Shōnen Magazine. Par la suite, les chapitres sont rassemblés et édités dans le format tankōbon par Kōdansha avec le premier volume publié le 17 mai 2021. La série compte depuis vingt volumes tankōbon.
En septembre 2022, Kōdansha USA annonce la version anglaise de la série sous le titre The Café Terrace and Its Goddesses ainsi qu'un début de parution, uniquement en numérique, en octobre 2022. En mars 2023, Pika Édition annonce l'obtention de la licence du manga pour la version française, sous le nom Goddesses Cafe Terrace, et publie le premier volume dans sa collection Shōnen à partir du 5 juillet 2023,.

### Liste des volumes
| no | Japonais          | Japonais                                                                  | Français         | Français          |
| no | Date de sortie    | ISBN                                                                      | Date de sortie   | ISBN              |
| --- | ----------------- | ------------------------------------------------------------------------- | ---------------- | ----------------- |
| 1 | 17 mai 2021       | 978-4-0652-3407-5                                                         | 5 juillet 2023   | 978-2-8116-6899-0 |
| Liste des chapitres : - chap. 1 : Familia (ファミリア, Famiria) - chap. 2 : La promesse à grand-mère (おばあちゃんとの約束, O Bāchanto no Yakusoku) - chap. 3 : Pré-ouverture (プレオープン, Pure-Ōpun) - chap. 4 : La tournée des commerçants (挨拶回り, Aisatsu Mawari) - chap. 5 : Comme chien et chat (犬猿の仲, Ken'en no Naka) - chap. 6 : Veille d'ouverture (開店前夜, Kaiten Zen'ya) - chap. 7 : Ouverture ! (開店！, Ōpun!) |                   |                                                                           |                  |                   |
| 2 | 16 juillet 2021   | 978-4-0652-4008-3                                                         | 6 septembre 2023 | 978-2-8116-8005-3 |
| Liste des chapitres : - chap. 8 : Protéger à tout prix (絶対に守りたい, Zettai ni Mamoritai) - chap. 9 : Une nouvelle recette au menu ! (新メニュー, Shin Menyū) - chap. 10 : Le festival des cerisiers en fleur ! (桜まつり!, Sakura Matsuri!) - chap. 11 : Le char d'assaut 2.0 ! (零式!, Reishiki!) - chap. 12 : Jour de fermeture (定休日, Teikyūbi) - chap. 13 : Une journée comme les autres (変わらない日常, Kawaranai Nichijō) - chap. 14 : Deux mois ! (2か月!, Ni Kagetsu!) - chap. 15 : Pris en sandwich ! (サンドイッチ戦争!, Sandoitchi Sensō!) - chap. 16 : Girl power (強くなりたい, Tsuyokunaritai) - chap. 17 : Le cas d'Akane (紅葉の事情, Akane no Jijō) |                   |                                                                           |                  |                   |
| 3 | 17 septembre 2021 | 978-4-0652-4832-4                                                         | 2 novembre 2023  | 978-2-8116-8006-0 |
| Liste des chapitres : - chap. 18 : Motif et rendez-vous (デートと、本音, Dēto to, Hon'ne) - chap. 19 : Le bilan d'une année (アタシの１年, Atashi no Ichinen) - chap. 20 : Après la pluie... (雨、上がる, Ame, Agaru) - chap. 21 : Début d'été (夏の始まり, Natsu no Hajimari) - chap. 22 : Le café-plage ! (海の家!, Umi no Ie!) - chap. 23 : Plein été ! (夏本番!, Natsu Honban!) - chap. 24 : Le cœur des filles et le ciel d'été (女心と夏の空, On'nagokoro to Ka no Sora) - chap. 25 : La Riho d'avant (流星と、その過去, Riho to, Sono Kako) - chap. 26 : Jeu d'acteur et vérités (演技と、本音, Engi to, Hon'ne) - chap. 27 : Instants futurs et passés (未来と、過去と, Mirai to, Kako to) |                   |                                                                           |                  |                   |
| 4 | 17 décembre 2021  | 978-4-7575-6352-0                                                         | 3 janvier 2024   | 978-4-0652-6289-4 |
| Liste des chapitres : - chap. 28 : Une baignade à la mer ! (海水浴!, Kaisuiyoku!) - chap. 29 : Le feu d'artifice (花火大会, Hanabi Taikai) - chap. 30 : Les vacances d'O-Bon ! (お盆休み！, Obon Yasumi!) - chap. 31 : Une « attaque » inattendue (予期せぬ口撃, Yokisenu Kōgeki) - chap. 32 : Ignorer l'évidence (桜の花、上の空, Sakura no Hana, Uwa no Sora) - chap. 33 : Ôka et Kikka (桜花と橘花, Ōka to Kikka) - chap. 34 : C'est parti pour le show de super-héros ! (いざ、ヒーローショーへ！, Iza, Hīrō Shō e!) - chap. 35 : Savoir et incompréhension (わからないこと, Wakaranai Koto) - chap. 36 : Un cœur après l'été (夏の終わりと乙女心, Natsu no Owari to Otome Kokoro) - chap. 37 : Agitation au bain public (湯の中、揺らめく, Yu no Naka, Yurameku)                                                                                     |                   |                                                                           |                  |                   |
| 5 | 17 mars 2022      | 978-4-0652-7290-9                                                         | 6 mars 2024      | 978-2-8116-8635-2 |
| Liste des chapitres : - chap. 38 : Retour à deux ! (帰り道、二人きり, Kaerimichi, Futarikiri) - chap. 39 : Amours et étincelles (恋の火花, Koi no Hibana) - chap. 40 : Un nouveau menu, le retour ! (新メニュー、再び！, Shin Menyū, Futatabi!) - chap. 41 : Double rencontre (二つの出会い, Futatsu no Deai) - chap. 42 : Désir et raison de vivre (憧れと生き甲斐, Akogare to Ikigai) - chap. 43 : Le pique-nique ! (ピクニック！, Pikunikku!) - chap. 44 : Une ombre noire sur la « Familia » (ファミリアに黒い影, Famiria ni Kuroi Kage) - chap. 45 : Ôka, brigade des mœurs (風紀委員･桜花, Jajjimento Ōka) - chap. 46 : Mon autre moi (もう一人の私, Mōhitori no Watashi) - chap. 47 : La raison des larmes (涙の理由は, Namida no Wake wa) |                   |                                                                           |                  |                   |
| 6 | 17 juin 2022      | 978-4-0652-8182-6                                                         | 2 mai 2024       | 978-2-8116-8777-9 |
| Liste des chapitres : - chap. 48 : Père et patron (父と店長, Chichi to Tenchō) - chap. 49 : Un choc inattendu (青天の霹靂, Seiten no Hekireki) - chap. 50 : Une visite chez l'ennemi ! (新メニュー、再び！, Shin Menyū, Futatabi!) - chap. 51 : Sa véritable valeur (本当の実力, Hontō no Jitsuryoku) - chap. 52 : La contre-attaque (反撃の一手, Hangeki no Itte) - chap. 53 : Riho et Ririka (流星と莉々歌, Ryūsei to Rei Uta) - chap. 54 : L'avenir des cinq (５人の行き先, 5-Ri no Ikisaki) - chap. 55 : Dix filles et un garçon (男女11人共同生活, Danjo 11-ri Kyōdō Seikatsu) - chap. 56 : Une entrevue en « privé » (莉々歌の相談, Rei Uta no Sōdan) - chap. 57 : Le bon samaritain (お人好し, Ohitoyoshi) |                   |                                                                           |                  |                   |
| 7 | 16 septembre 2022 | 978-4-0652-8662-3                                                         | 3 juillet 2024   | 978-2-8116-8779-3 |
| Liste des chapitres : - chap. 58 : Un billet pour deux personnes (ペアチケット, Pea Chiketto) - chap. 59 : Voyage au Onsen ! (温泉旅行！, Onsen Ryokō!) - chap. 60 : Une visite inattendue ! (突然の来客, Totsuzen no Raikyaku) - chap. 61 : Sollicité dans un rêve (夢に頼まれて, Yume ni Tanoma Rete) - chap. 62 : La fin d'un cauchemar (怖い夢の終わり, Kowai Yume no Owari) - chap. 63 : Sous un clair de lune (満月の下で, Mangetsu no Shita de) - chap. 64 : Une nuit sans sommeil (眠らせない夜, Nemurasenai Yoru) - chap. 65 : La fin d'un voyage (旅の終わりに, Tabi no Owari ni) - chap. 66 : Dix filles de nouveau réunies (女10人集まれば, On'na 10-ri Atsumareba) - chap. 67 : Un présent à trouver (プレゼント選び, Purezento Erabi) |                   |                                                                           |                  |                   |
| 8 | 17 novembre 2022  | 978-4-0652-9633-2                                                         | 4 septembre 2024 | 978-2-8116-8781-6 |
| Liste des chapitres : - chap. 68 : Un sujet très sérieux (冗談なんかじゃない, Jōdan Nanka Janai) - chap. 69 : Un dilemme à résoudre (問われた二択, Towa Reta Ni-taku) - chap. 70 : L'apparition télé ! (出演オファー!, Shutsuen Ofā!) - chap. 71 : Nouvelles et retrouvailles (再会と報せ, Saikai to Shirase) - chap. 72 : Le choix de Riho (流星の選択, Ryūsei no Sentaku) - chap. 73 : Mère et fille (母と娘, Hahatoko) - chap. 74 : Familia 1961 (ファミリア1961, Famiria 1961) - chap. 75 : Les courses de Noël (クリスマスに備えて, Kurisumasu ni Sonaete) - chap. 76 : Profiter ensemble (みんなで楽しく, Min'na de Tanoshiku) - chap. 77 : Le réveillon de Noël ! (クリスマスパーティ！, Kurisuma Supāti!) |                   |                                                                           |                  |                   |
| 9 | 17 février 2023   | 978-4-0653-0576-8                                                         | 6 novembre 2024  | 978-2-8116-8783-0 |
| Liste des chapitres : - chap. 78 : Les conséquences d'un baiser (キスの行方は, Kisu no Yukue wa) - chap. 79 : Le procès Familia (ファミリアキス裁判, Famiriakisu Saiban) - chap. 80 : Des circonstances idéales (理想のシチュエーション, Risō no Shichuēshon) - chap. 81 : Baiser, timing et réflexion (キスとスキと考えごと, Kisu to Suki to Kangaegoto) - chap. 82 : Grand nettoyage ! (大掃除！, Daisōji!) - chap. 83 : Le réveillon du jour de l'an (大晦日！, Ōmisoka!) - chap. 84 : Visite au sanctuaire (初詣！, Hatsumōde!) - chap. 85 : Le premier verre de l'année (はじめてのお酒, Hajimete no o Sake) - chap. 86 : Une invasion rivale (ライバル襲来, Raibaru Shūrai) - chap. 87 : Le maître incontesté (一番の達人, Ichiban no Tatsujin) |                   |                                                                           |                  |                   |
| 10 | 17 avril 2023     | 978-4-0653-1253-7 (édition standard) 978-4-0653-1254-4 (édition spéciale) | 8 janvier 2025   | 978-2-8116-9725-9 |
| Liste des chapitres : - chap. 88 : Un dernier pilaf (最後のピラフ, Saigo no Pirafu) - chap. 89 : Le jour du départ (旅立ちの日, Tabidachi no Hi) - chap. 90 : Un nouvel ordre « Familia » (ファミリア新体制, Famiria Shintaisei) - chap. 91 : Le malaise d'Ami (秋水の違和感, Ami no Iwakan) - chap. 92 : Un tête-à-tête (二人きりのファミリアで, Futarikiri no Famiria de) - chap. 93 : Une fille des plus gourmandes (欲張りだから, Yokubari Dakara) - chap. 94 : Première Saint-Valentin (いつかのバレンタイン, Itsuka no Barentain) - chap. 95 : Le restaurant Chiyoda en péril ! (千代田食堂の危機！, Chiyoda Shokudō no Kiki!) - chap. 96 : Rei vs. les cinq assassins (零vs.5人の刺客, Rei vs. 5-Ri no Shikaku) - chap. 97 : Un rôle à jouer (役作りのために, Yaku-tsukuri no Tame ni)                                                             |                   |                                                                           |                  |                   |
| 11 | 14 juillet 2023   | 978-4-0653-2185-0                                                         | 19 mars 2025     | 978-2-8116-9727-3 |
| Liste des chapitres : - chap. 98 : Un homme, une femme, et le « château de l'amour » (男と女の恋の城, Otome no Koi no Shiro) - chap. 99 : Cerisiers et sentiments (想い、桜と共に, Omoi, Sakura to Tomoni) - chap. 100 : Retour à la maison ! (ただいま！, Tadaima!) - chap. 101 : Retrouvailles entre filles ! (久々の女子会！, Hisabisa no Onagokai!) - chap. 102 : Premier anniversaire ! (1周年！, 1-Shūnen!) - chap. 103 : En route chez Shiragiku ! (白菊の実家へ！, Shiragiku no Jikka e!) - chap. 104 : Un amour partagé (初恋のゆくえ, Hatsu Koinoyukue) - chap. 105 : La rentrée d'Ami ! (秋水の入学式！, Ami no Nyūgakushiki!) - chap. 106 : La tombola du destin (運命のクジ引き, Unmei no Kuji Hiki) - chap. 107 : Voyage et amours en vue (旅の支度、恋の支度, Tabi no Shitaku, Koi no Shitaku)                                             |                   |                                                                           |                  |                   |
| 12 | 17 octobre 2023   | 978-4-0653-2897-2                                                         | 21 mai 2025      | 978-2-8116-9729-7 |
| Liste des chapitres : - chap. 108 : À douze à Miyako-jima ! (男女12人 宮古島旅行！, Danjo 12-ri Miyakojima Ryokō!) - chap. 109 : Amours et voyage organisés (恋も旅行も計画的に, Koi mo Ryokō mo Keikaku-teki ni) - chap. 110 : Aux fleurs de nuit du bord de mer (海辺の夜に咲く花に, Umibe no Yorunisakuhana ni) - chap. 111 : Une intruse dans la nuit (真夜中の潜入者, Mayonaka no Sen'nyū-sha) - chap. 112 : Tour guidé (ツアーガイド, Tsuā Gaido) - chap. 113 : La grande favorite (私の大本命◎, Watashi no Daihonmei) - chap. 114 : Un amour libéré (零れる想い, Koboreru Omoi) - chap. 115 : Les règles d'une déclaration d'amour (告白のルール, Kokuhaku no Rūru) - chap. 116 : Détective Hayato Kasukabe (名探偵・粕壁隼, Mei Tantei Kasukabe Hayabusa) - chap. 117 : Rêve, réalité ou mirage ? (夢か現か幻か, Yume ka Utsutsu ka Maboroshi ka) |                   |                                                                           |                  |                   |
| 13 | 15 décembre 2023  | 978-4-0653-3905-3                                                         | 9 juillet 2025   | 978-2-8116-9731-0 |
| Liste des chapitres : - chap. 118 : Virée et tsundere (クビ・ツン・デレ, Kubi・Tsun・Dere) - chap. 119 : Le but du rendez-vous (デートの目的, Dēto no Mokuteki) - chap. 120 : Mère et fille, le retour (シン・母と娘, Shin・Hahatoko) - chap. 121 : Le désir de Sachiko (幸子のしあわせ, Kōji no Shiawase) - chap. 122 : Caprice et belles paroles (ワガママと綺麗事, Wagamama to Kireigoto) - chap. 123 : La promesse des cinq (５人の誓い, 5-Ri no Chikai) - chap. 124 : Un karatéka de génie (天才空手家, Tensai Karateka) - chap. 125 : Continue ? (CONTINUE?) - chap. 126 : À l'approche de l'été (夏が来る, Natsugakuru) - chap. 127 : The First Take (ザ・ファーストテイク, Za・Fāsuto Teiku) |                   |                                                                           |                  |                   |
| 14 | 16 février 2024   | 978-4-0653-4566-5                                                         | 3 septembre 2025 | 978-2-8116-9733-4 |
| Liste des chapitres : - chap. 128 : 16ビートの流儀 (16 Bīto no Ryūgi) - chap. 129 : カメラをとめるな (Kamera o Tomeru na) - chap. 130 : 霹靂、一閃 (Hekireki, Issen) - chap. 131 : フェス前夜！ (Fesu Zen'ya!) - chap. 132 : 秘密の約束 (Himitsu no Yakusoku) - chap. 133 : オープニングアクト (Ōpuningu Akuto) - chap. 134 : (My Standard) - chap. 135 : 許嫁 (Iinazuke) - chap. 136 : 女王の料理番 (Joō no Ryōri-ban) - chap. 137 : 訛り (Namari) |                   |                                                                           |                  |                   |
| 15 | 16 mai 2024       | 978-4-0653-5509-1                                                         | 13 novembre 2025 | 978-2-8116-9735-8 |
| Liste des chapitres : - chap. 138 : 嫉妬と自惚れ (Shitto to Unubore) - chap. 139 : 許嫁vs.幼なじみ (Iinazuke bāsasu Osananajimi) - chap. 140 : 大抵の男は… (Taitei no Otoko wa…) - chap. 141 : ばぁちゃんの味 (Bāchan no Aji) - chap. 142 : 本日の釣果 (Honjitsu no Chōka) - chap. 143 : 夏に降る雪 (Natsu ni Furu Yuki) - chap. 144 : 侍女の事情 (Jijo no Jijō) - chap. 145 : (O・MO・TE・NA・SHI) - chap. 146 : 重なる影 (Kasanaru Kage) - chap. 147 : オリビアの王子様 (Oribia no Ōji-sama) |                   |                                                                           |                  |                   |
| 16 | 17 juillet 2024,  | 978-4-0653-6166-5 (édition standard) 978-4-7575-6658-3 (édition spéciale) | NC               |                   |
| Au Japon, l'édition spéciale de ce volume contient une compilation d'illustrations des personnages en maillot de bain et en cosplay.Liste des chapitres : - chap. 148 : 見知らぬ、店長 (Mishiranu, Tenchō) - chap. 149 : これってデート？ (Kore te Dēto?) - chap. 150 : 私だって… (Watashi Datte…) - chap. 151 : 正義の味方 (Seigi no Mikata) - chap. 152 : 恵里vs.秋水 (Eri bāsasu Ami) - chap. 153 : 寂しがり屋だから (Samishigariya Dakara) - chap. 154 : プロポーズ大作戦 (Puropōzu dai Sakusen) - chap. 155 : 秋水vs.恵里 (Ami bāsasu Eri) - chap. 156 : 決着 (Ketchaku) - chap. 157 : プロポーズ (Puropōzu) |                   |                                                                           |                  |                   |
| 17 | 17 octobre 2024   | 978-4-0653-7127-5                                                         | NC               |                   |
| Liste des chapitres : - chap. 158 : 誓いの言葉 (Chikai no Kotoba) - chap. 159 : 幸子と大洋 (Sachiko to Masahiro) - chap. 160 : 三浦新生活 (Miura Shin Seikatsu) - chap. 161 : 「同棲」から… (Dōsei Kara…) - chap. 162 : ６つ子の影 (Muttsugo no Kage) - chap. 163 : 隼と大洋 (Hayato to Masahiro) - chap. 164 : 本心、教えてよ (Honshin, Oshieteyo) - chap. 165 : 第２回ファミリア裁判 (Dai Ni Kai Famiria Saiban) - chap. 166 : ツンとデレをいい感じに (Tsun to Dere o Ī Kanji ni) - chap. 167 : 姉妹のちがい (Shimai no Chigai) |                   |                                                                           |                  |                   |
| 18 | 17 janvier 2025   | 978-4-0653-8073-4                                                         | NC               |                   |
| Liste des chapitres : - chap. 168 : ネムクナ～ル (Nemukuna~ru) - chap. 169 : アシスタント (Ashisutanto) - chap. 170 : 誰も通ってはならぬ (Dare mo Tōtte wa Naranu) - chap. 171 : 笑わない男 (Warawanai Otoko) - chap. 172 : オバタミチエ (Obata Michie) - chap. 173 : 代わりになれる？ (Kawari ni Nareru?) - chap. 174 : 長風呂 (Naga Furo) - chap. 175 : 七光り (Nanahikari) - chap. 176 : 風邪をひいた日 (Kaze o Hīta Hi) - chap. 177 : 無名の女優 (Mumei no Joyū) |                   |                                                                           |                  |                   |
| 19 | 16 avril 2025     | 978-4-0653-9094-8                                                         | NC               |                   |
| Liste des chapitres : - chap. 178 : それでいいの…？ (Sore de Īno...?) - chap. 179 : 演技指導と飲酒量 (Engi Shidō to Inshuryō) - chap. 180 : 酔った勢いで... (Yottaikioi de...) - chap. 181 : 浜辺の肖像（ポートレイト） (Hamabe no Pōtoreito) - chap. 182 : (Happy Wedding) - chap. 183 : 100円ショップの幸せ (100-En Shoppu no Shiawase) - chap. 184 : 粕壁家の一族 (Kasukabe-ke no Ichizoku) - chap. 185 : 君を逃がさない (Kimi o Nigasanai) - chap. 186 : 16時からは家族風呂 (Ju-roku Ji Kara wa Kazoku Buro) - chap. 187 : 大人のゲーム (Otona no Gēmu) |                   |                                                                           |                  |                   |
| 20 | 16 juillet 2025   | 978-4-0654-0004-3                                                         | NC               |                   |
| Liste des chapitres : - chap. 188 : だから私も… (Dakara Watashi mo…) - chap. 189 : ハイって言いなさい!! (Haitte Iinasai!!) - chap. 190 : 急降下、真冬の恋 (Kyūkōka, Mafuyu no Koi) - chap. 191 : 個人事業主 (Kojin Jigyō Nushi) - chap. 192 : Re:名探偵・粕壁隼 (Re: Mei Tantei Kasukabe Hayabusa) - chap. 193 : 隼の告白 (Hayabusa no Kokuhaku) - chap. 194 : おしり探偵 (Oshiri Tantei) - chap. 195 : 残る桜と散る桜 (Nokoru Sakura to Chirusakura) - chap. 196 : 導かれし者たち (Michibikareshi Monotachi) - chap. 197 : アイツらの言葉 (Aitsura no Kotoba) |                   |                                                                           |                  |                   |
| 21 | 17 octobre 2025   | 978-4-06-541103-2                                                         | NC               |                   |
| 21 | NC                |                                                                           | NC               |                   |
| PrépublicationListe des chapitres : - chap. 198 : 季節を越えて (Kisetsu o Koete) - chap. 199 : 碧眼の虚像 （バックラッシュ） (Hekigan no Kyozō (Bakkurasshu)) - chap. 200 : 女優とスキャンダル (Joyū to Sukyandaru) - chap. 201 : 無限ループ (Mugen Rūpu) - chap. 202 : 悪鬼滅殺 (Akki Messatsu) - chap. 203 : 思い出と約束 (Omoide to Yakusoku) - chap. 204 : インサイダー取引 (Insaidā Torihiki) - chap. 205 : もう忘れたの？ (Mō Wasureta no?) - chap. 206 : 黒い塊 (Kuroi Katamari) - chap. 207 : 揺れる想い (Yureru Omoi) |                   |                                                                           |                  |                   |

## Anime
Le 8 septembre 2022, une adaptation en anime est annoncée. Produite par Tezuka Productions, Satoshi Kuwabara (ja) supervise la réalisation, tandis que Keiichirō Ōchi (ja) s'occupe du scénario, les chara-designs sont quant à eux confiés à Masatsune Noguchi (ja), enfin Shu Kanematsu (ja) et Miki Sakurai (ja) composent la bande originale.
Le thème du générique de début est Unmei Kyōdōtai! (運命共同体) par Neriame (ja), tandis que le générique de fin est Dramatic (ドラマチック) par Miki Satō (ja). L'anime est diffusé au Japon entre le 8 avril et le 24 juin 2023 et simultanément sur Crunchyroll à l'international,.
Après la diffusion du douzième et dernier épisode, une deuxième saison est annoncée. Elle est alors diffusée entre le 4 juillet et le 20 septembre 2024.

### Liste des épisodes

#### Première saison
| No                            | Titre français          | Titre japonais       | Titre japonais          | Date de 1re diffusion |
| No                            | Titre français          | Kanji                | Rōmaji                  | Date de 1re diffusion |
| ----------------------------- | ----------------------- | -------------------- | ----------------------- | --------------------- |
| 1                             | Familia                 | ファミリア           | Famiria                 | 8 avril 2023          |
| [Chapitre 1]                  |                         |                      |                         |                       |
| 2                             | La promesse à mamie     | おばあちゃんとの約束 | Obā-chan to no yakusoku | 15 avril 2023         |
| [Chapitres 1-2-3-4]           |                         |                      |                         |                       |
| 3                             | Ouverture !             | 開店！               | Kaiten!                 | 22 avril 2023         |
| [Chapitres 5-6-7]             |                         |                      |                         |                       |
| 4                             | La fête des cerisiers ! | 桜まつり！           | Sakuramatsuri!          | 29 avril 2023         |
| [Chapitres 9-10-11]           |                         |                      |                         |                       |
| 5                             | Jour de repos           | 定休日               | Teikyūbi                | 6 mai 2023            |
| [Chapitres 8-12-13]           |                         |                      |                         |                       |
| 6                             | Deux mois !             | 2か月！              | Nikagetsu!              | 13 mai 2023           |
| [Chapitres 15-16-14]          |                         |                      |                         |                       |
| 7                             | Mon année               | アタシの1年          | Atashi no ichi-nen      | 20 mai 2023           |
| [Chapitres 17-18-19-20]       |                         |                      |                         |                       |
| 8                             | Le café en bord de mer  | 海の家！             | Umi no ie!              | 27 mai 2023           |
| [Chapitres 21-22-23]          |                         |                      |                         |                       |
| 9                             | Riho et son passé       | 流星と、その過去     | Riho to, sono kako      | 3 juin 2023           |
| [Chapitres 24-28-25-26]       |                         |                      |                         |                       |
| 10                            | Ôka et Kikka            | 桜花と橘花           | Ōka to Kikka            | 10 juin 2023          |
| [Chapitres 31-32-33]          |                         |                      |                         |                       |
| 11                            | L'étincelle de l'amour  | 恋の火花             | Koi no hibana           | 17 juin 2023          |
| [Chapitres 35-37-38-39-34]    |                         |                      |                         |                       |
| 12                            | Deux rencontres         | 二つの出会い         | Futatsu no deai         | 24 juin 2023          |
| [Chapitres 40-36-41-42-27-43] |                         |                      |                         |                       |

#### Deuxième saison
| No                               | Titre français                            | Titre japonais              | Titre japonais                  | Date de 1re diffusion |
| No                               | Titre français                            | Kanji                       | Rōmaji                          | Date de 1re diffusion |
| -------------------------------- | ----------------------------------------- | --------------------------- | ------------------------------- | --------------------- |
| 1 (13)                           | Une ombre noire sur le Familia            | ファミリアに黒い影          | Famiria ni Kuroi Kage           | 5 juillet 2024        |
| [Chapitres 45-47-46-44]          |                                           |                             |                                 |                       |
| 2 (14)                           | Un choc inattendu                         | 青天の霹靂                  | Seiten no Hekireki              | 12 juillet 2024       |
| [Chapitres 48-49-50]             |                                           |                             |                                 |                       |
| 3 (15)                           | La contre-attaque                         | 反撃の一手                  | Hangeki no Itte                 | 19 juillet 2024       |
| [Chapitres 51-52-53-29]          |                                           |                             |                                 |                       |
| 4 (16)                           | Dix filles et un garçon sous un même toit | 男女11人共同生活            | Danjo 11-ri Kyōdō Seikatsu      | 26 juillet 2024       |
| [Chapitres 54-55-56-57]          |                                           |                             |                                 |                       |
| 5 (17)                           | Le Familia aux sources chaudes            | 温泉旅行 ファミリア御一行様 | Onsen Ryokō Famiria Goikkō sama | 2 août 2024           |
| [Chapitres 58-59-60-61]          |                                           |                             |                                 |                       |
| 6 (18)                           | La fin du cauchemar                       | 怖い夢の終わり              | Kowai Yume no Owari             | 9 août 2024           |
| [Chapitres 61-62-63]             |                                           |                             |                                 |                       |
| 7 (19)                           | Nuit sans sommeil                         | 眠らせない夜                | Nemurasenai Yoru                | 16 août 2024          |
| [Chapitres 64-65-66]             |                                           |                             |                                 |                       |
| 8 (20)                           | Ce n'est pas une blague                   | 冗談なんかじゃない          | Jōdan Nanka Janai               | 23 août 2024          |
| [Chapitres 67-68-69-74]          |                                           |                             |                                 |                       |
| 9 (21)                           | Mère et fille                             | 母と娘                      | Hahatoko                        | 30 août 2024          |
| [Chapitres 70-71-72-73]          |                                           |                             |                                 |                       |
| 10 (22)                          | Christmas Party !                         | クリスマスパーティ！        | Kurisumasu Pāti!                | 6 septembre 2024      |
| [Chapitres 76-77-78-79]          |                                           |                             |                                 |                       |
| 11 (23)                          | Baisers, amour et réflexions              | キスとスキと考えごと        | Kisu to Suki to Kangaegoto      | 13 septembre 2024     |
| [Chapitres 80-81-82-83-84]       |                                           |                             |                                 |                       |
| 12 (24)                          | Le dernier riz pilaf                      | 最後のピラフ                | Saigo no Pirafu                 | 20 septembre 2024     |
| [Chapitres 84-85-86-87-88-89-73] |                                           |                             |                                 |                       |

## Accueil
En avril 2023, le tirage total du manga dépasse 1 million d'exemplaires.

### Œuvres
Édition japonaise
Megami no Kafe Terasu
1. 1 2  (ja) « 女神のカフェテラス (1) », sur Kōdansha (consulté le 4 novembre 2023).
2. 1 2  (ja) « 女神のカフェテラス (2) », sur Kōdansha (consulté le 4 novembre 2023).
3. 1 2  (ja) « 女神のカフェテラス (3) », sur Kōdansha (consulté le 4 novembre 2023).
4. 1 2  (ja) « 女神のカフェテラス (4) », sur Kōdansha (consulté le 4 novembre 2023).
5. 1 2  (ja) « 女神のカフェテラス (5) », sur Kōdansha (consulté le 4 novembre 2023).
6. 1 2  (ja) « 女神のカフェテラス (6) », sur Kōdansha (consulté le 4 novembre 2023).
7. 1 2  (ja) « 女神のカフェテラス (7) », sur Kōdansha (consulté le 4 novembre 20232).
8. 1 2  (ja) « 女神のカフェテラス (8) », sur Kōdansha (consulté le 4 novembre 2023).
9. 1 2  (ja) « 女神のカフェテラス (9) », sur Kōdansha (consulté le 4 novembre 2023).
10. 1 2  (ja) « 女神のカフェテラス (10) », sur Kōdansha (consulté le 4 novembre 2023).
11. ↑  (ja) « 女神のカフェテラス (10)　鳳凰寺紅葉推し小冊子『紅葉本』付き特装版 », sur Kōdansha (consulté le 4 novembre 2023).
12. 1 2  (ja) « 女神のカフェテラス (11) », sur Kōdansha (consulté le 4 novembre 2023).
13. 1 2  (ja) « 女神のカフェテラス (12) », sur Kōdansha (consulté le 4 novembre 2023).
14. 1 2  (ja) « 女神のカフェテラス (13) », sur Kōdansha (consulté le 4 novembre 2023).
15. 1 2  (ja) « 女神のカフェテラス (14) », sur Kōdansha (consulté le 1er janvier 2024).
16. 1 2  (ja) « 女神のカフェテラス (15) », sur Kōdansha (consulté le 27 mars 2024).
17. 1 2  (ja) « 女神のカフェテラス (16) », sur Kōdansha (consulté le 24 mai 2024).
18. 1 2 3  (ja) « 女神のカフェテラス (16) サービスカットイラストギャラリー『ムフフ本』付き特装版 », sur Kōdansha (consulté le 24 mai 2024).
19. 1 2  (ja) « 女神のカフェテラス (17) », sur Kōdansha (consulté le 28 août 2024).
20. 1 2  (ja) « 女神のカフェテラス (18) », sur Kōdansha (consulté le 2 décembre 2024).
21. 1 2  (ja) « 女神のカフェテラス (19) », sur Kōdansha (consulté le 21 février 2025).
22. 1 2  (ja) « 女神のカフェテラス (20) », sur Kōdansha (consulté le 20 mai 2025).
23. 1 2  (ja) « 女神のカフェテラス (21) », sur Kōdansha (consulté le 19 août 2025).

Édition française
Goddesses Cafe Terrace
1. 1 2  (fr) « Goddesses Cafe Terrace T1 », sur Pika Édition (consulté le 4 novembre 2023).
2. 1 2  (fr) « Goddesses Cafe Terrace T2 », sur Pika Édition (consulté le 4 novembre 2023).
3. 1 2  (fr) « Goddesses Cafe Terrace T3 », sur Pika Édition (consulté le 4 novembre 2023).
4. 1 2  (fr) « Goddesses Cafe Terrace T4 », sur Pika Édition (consulté le 4 novembre 2023).
5. 1 2  (fr) « Goddesses Cafe Terrace T5 », sur Pika Édition (consulté le 4 novembre 2023).
6. 1 2  (fr) « Goddesses Cafe Terrace T6 », sur Pika Édition (consulté le 10 février 2024).
7. 1 2  (fr) « Goddesses Cafe Terrace T7 », sur Pika Édition (consulté le 27 février 2024).
8. 1 2  (fr) « Goddesses Cafe Terrace T8 », sur Pika Édition (consulté le 4 juin 2024).
9. 1 2  (fr) « Goddesses Cafe Terrace T9 », sur Pika Édition (consulté le 25 septembre 2024).
10. 1 2  (fr) « Goddesses Cafe Terrace T10 », sur Pika Édition (consulté le 2 octobre 2024).
11. 1 2  (fr) « Goddesses Cafe Terrace T11 », sur Pika Édition (consulté le 2 octobre 2024).
12. 1 2  (fr) « Goddesses Cafe Terrace T12 », sur Pika Édition (consulté le 17 novembre 2024).
13. 1 2  (fr) « Goddesses Cafe Terrace T13 », sur Pika Édition (consulté le 26 février 2025).
14. 1 2  (fr) « Goddesses Cafe Terrace T14 », sur Pika Édition (consulté le 11 avril 2025).
15. 1 2  (fr) « Goddesses Cafe Terrace T15 », sur Pika Édition (consulté le 9 juin 2025).